# فهرست بلندترین نقاط کشورهای اروپایی

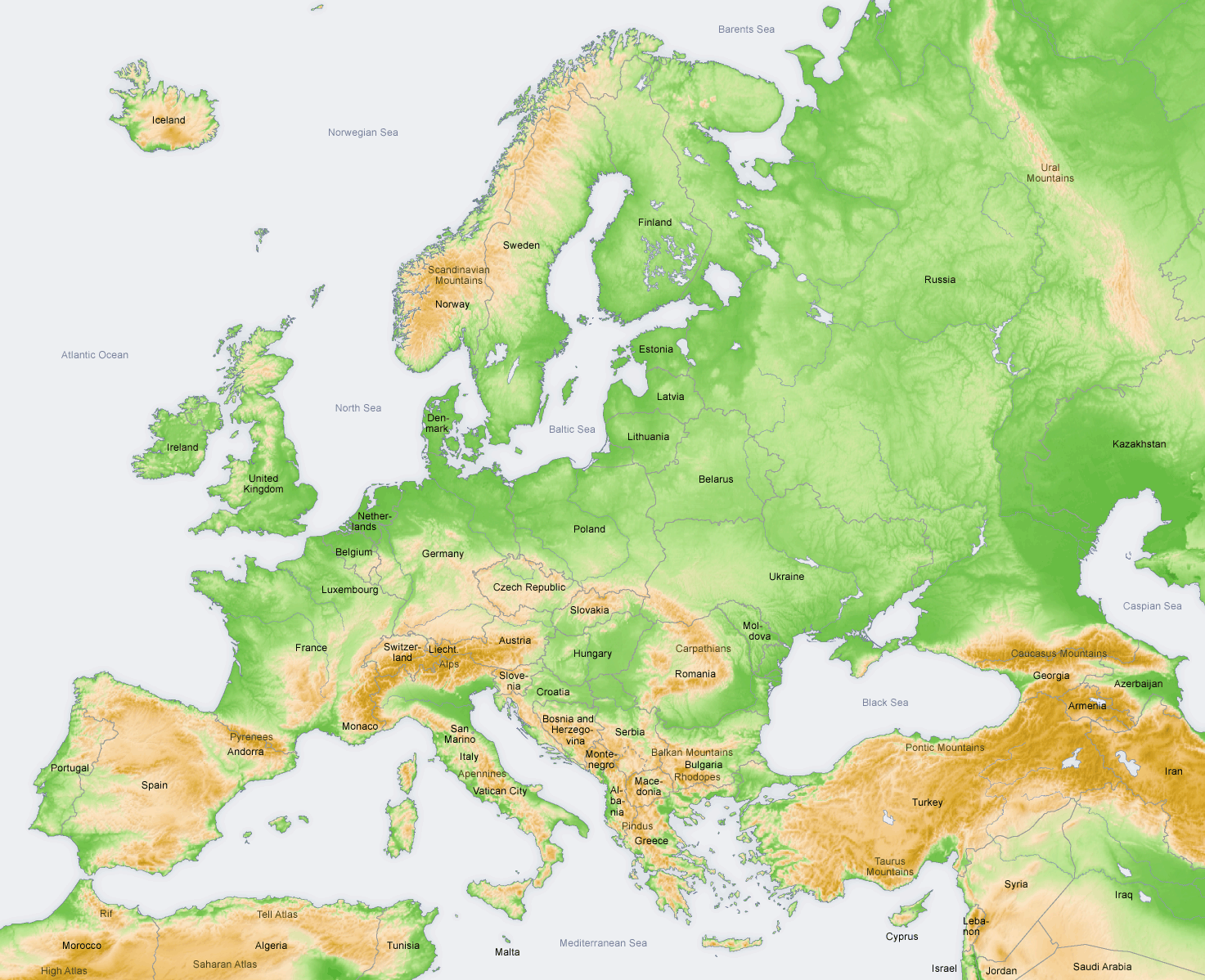
توپوگرافی اروپا

این مقاله، ‘’‘بلندترین ارتفاع طبیعی هر کشور مستقل در قاره اروپا’’’ را که از لحاظ جغرافیایی- فیزیکی تعریف شده است، فهرست می‌کند.
همه نقاط موجود در این فهرست کوه‌ها یا تپه‌ها نیستند؛ برخی تنها ارتفاعاتی هستند که به عنوان ویژگی‌های جغرافیایی قابل تمایز نیستند.
توضیحاتی ارائه شده‌اند که مواردی از اختلافات ارضی یا ناسازگاری‌ها در فهرست‌بندی‌ها را تحت تأثیر قرار می‌دهند. برخی کشورها مانند دانمارک (گرینلند)، هلند (سابا)، اسپانیا (جزایر قناری) و پرتغال (جزایر آزور) بخش‌هایی از قلمرو خود و نقاط مرتفع خود را خارج از اروپا دارند؛ نقاط مرتفع غیراروپایی آن‌ها در توضیحات ذکر شده است.
برای جزئیات بیشتر دربارهٔ بلندترین نقاط و رتبه‌های صربستان و کوزوو، به فهرست کوه‌های کوزوو مراجعه کنید.
سه ورودی دیگر که متعلق به کشورهای به رسمیت شناخته نشده به‌طور کامل هستند و نقاط مرتفع آن‌ها در اروپا قرار دارد، به‌صورت ‘‘مورب’’ فهرست و رتبه‌بندی شده‌اند. برای جزئیات بیشتر به فهرست کشورهایی با به رسمیت‌شناسی محدود مراجعه کنید.
| رتبه | کشور                  | بلندترین نقطه     | ارتفاع                 |
| ---- | --------------------- | ----------------- | ---------------------- |
| ۱    | روسیه                 | کوه البروس        | ۵٬۶۴۲ متر (۱۸٬۵۱۰ فوت) |
| ۲    | گرجستان               | شخارا             | ۵٬۱۹۳ متر (۱۷٬۰۳۷ فوت) |
| ۳    | ترکیه                 | کوه آرارات        | ۵٬۱۳۷ متر (۱۶٬۸۵۴ فوت) |
| ۴    | ایتالیا / فرانسه      | مون‌بلان           | ۴٬۸۰۸ متر (۱۵٬۷۷۴ فوت) |
| ۵    | سوئیس                 | دوفوراشپیتزه      | ۴٬۶۳۴ متر (۱۵٬۲۰۳ فوت) |
| ۶    | آذربایجان             | بازاردوز          | ۴٬۴۶۶ متر (۱۴٬۶۵۲ فوت) |
| ۷    | ارمنستان              | آراگاتس           | ۴٬۰۹۰ متر (۱۳٬۴۱۹ فوت) |
| ۸    | اتریش                 | گروس‌گلوکنر        | ۳٬۷۹۸ متر (۱۲٬۴۶۱ فوت) |
| ۹    | اسپانیا (جزایر قناری) | تید               | ۳٬۷۱۸ متر (۱۲٬۱۹۸ فوت) |
| ۱۰   | دانمارک (گرینلند)     | گونبیورن          | ۳٬۶۹۴ متر (۱۲٬۱۱۹ فوت) |
| ۱۱   | اسپانیا               | مولاسن            | ۳٬۴۸۲ متر (۱۱٬۴۲۴ فوت) |
| ۱۲   | آلمان                 | زوگ‌اشپیتزه        | ۲٬۹۶۲ متر (۹٬۷۱۸ فوت)  |
| ۱۳   | آندورا                | کوما پدروسا       | ۲٬۹۴۲ متر (۹٬۶۵۲ فوت)  |
| ۱۴   | بلغارستان             | موسالا            | ۲٬۹۲۵ متر (۹٬۵۹۶ فوت)  |
| ۱۵   | یونان                 | المپ              | ۲٬۹۱۷ متر (۹٬۵۷۰ فوت)  |
| ۱۶   | اسلوونی               | تریگلاو           | ۲٬۸۶۴ متر (۹٬۳۹۶ فوت)  |
| ۱۷   | آلبانی                | کوه کوراب         | ۲٬۷۶۴ متر (۹٬۰۶۸ فوت)  |
| ۱۷   | مقدونیه شمالی         | کوه کوراب         | ۲٬۷۶۴ متر (۹٬۰۶۸ فوت)  |
| ۱۸   | اسلواکی               | گرلاخوفسکی شتی    | ۲٬۶۵۵ متر (۸٬۷۱۱ فوت)  |
| ۱۹   | لیختن‌اشتاین           | گراوسپیتز         | ۲٬۵۹۹ متر (۸٬۵۲۷ فوت)  |
| ۲۰   | رومانی                | قله مولدووانو     | ۲٬۵۴۴ متر (۸٬۳۴۶ فوت)  |
| ۲۱   | مونته‌نگرو             | زلا کولاتا        | ۲٬۵۳۴ متر (۸٬۳۱۴ فوت)  |
| ۲۲   | لهستان                | ریسی              | ۲٬۴۹۹ متر (۸٬۱۹۹ فوت)  |
| ۲۳   | نروژ                  | گالدهوپیگن        | ۲٬۴۶۹ متر (۸٬۱۰۰ فوت)  |
| ۲۴   | بوسنی و هرزگوین       | ماگلیچ            | ۲٬۳۸۶ متر (۷٬۸۲۸ فوت)  |
| ۲۵   | پرتغال (آزور)         | کوه پیکو          | ۲٬۳۵۱ متر (۷٬۷۱۳ فوت)  |
| ۲۶   | صربستان               | میدژور            | 2,169 m (7,116 ft)     |
| ۲۷   | ایسلند                | هانادالشنوکوش     | ۲٬۱۱۰ متر (۶٬۹۲۳ فوت)  |
| ۲۸   | سوئد                  | کبنه‌کایزه         | ۲٬۱۰۴ متر (۶٬۹۰۳ فوت)  |
| ۲۹   | اوکراین               | هوورلا            | ۲٬۰۶۱ متر (۶٬۷۶۲ فوت)  |
| ۳۰   | پرتغال                | سرا دا استرلا     | ۱٬۹۹۳ متر (۶٬۵۳۹ فوت)  |
| ۳۱   | قبرس                  | کوه المپوس        | ۱٬۹۵۲ متر (۶٬۴۰۴ فوت)  |
| ۳۲   | کرواسی                | دینارا            | ۱٬۸۳۱ متر (۶٬۰۰۷ فوت)  |
| ۳۳   | چک                    | اسنیه‌ژکا          | ۱٬۶۰۳ متر (۵٬۲۵۹ فوت)  |
| ۳۴   | بریتانیا              | بن نویس           | ۱٬۳۴۵ متر (۴٬۴۱۳ فوت)  |
| ۳۵   | فنلاند                | هالتی             | ۱٬۳۲۴ متر (۴٬۳۴۴ فوت)  |
| ۳۶   | ایرلند                | کارونتووهیل       | ۱٬۰۳۹ متر (۳٬۴۰۹ فوت)  |
| ۳۷   | ترکیه (ترکیه اروپایی) | مهیا داگی         | ۱٬۰۳۱ متر (۳٬۳۸۳ فوت)  |
| ۳۸   | مجارستان              | ککش               | ۱٬۰۱۴ متر (۳٬۳۲۷ فوت)  |
| ۳۹   | هلند (سابا)           | کوه سینری         | ۸۸۷ متر (۲٬۹۱۰ فوت)    |
| ۴۰   | سن مارینو             | کوه تیتانو        | ۷۴۹ متر (۲٬۴۵۷ فوت)    |
| ۴۱   | بلژیک                 | سیگنال دو بوترانژ | ۶۹۴ متر (۲٬۲۷۷ فوت)    |
| ۴۲   | لوکزامبورگ            | کوه کناف          | ۵۶۰ متر (۱٬۸۳۷ فوت)    |
| ۴۳   | مولداوی               | تپه بالانشتی      | ۴۳۰ متر (۱٬۴۱۱ فوت)    |
| ۴۴   | بلاروس                | جیارژینسکایا هارا | ۳۴۵ متر (۱٬۱۳۲ فوت)    |
| ۴۵   | هلند                  | والسربرگ          | ۳۲۱ متر (۱٬۰۵۳ فوت)    |
| ۴۶   | استونی                | سوور مونماگی      | ۳۱۸ متر (۱٬۰۴۳ فوت)    |
| ۴۷   | لتونی                 | گایزنکالنس        | ۳۱۲ متر (۱٬۰۲۴ فوت)    |
| ۴۸   | لیتوانی               | تپه آوکشتویاس     | ۲۹۴ متر (۹۶۵ فوت)      |
| ۴۹   | مالت                  | تا دمیرک          | ۲۵۳ متر (۸۳۰ فوت)      |
| ۵۰   | دانمارک               | مولاهوژ           | ۱۷۱ متر (۵۶۱ فوت)      |
| ۵۱   | موناکو                | شمان ده ریورار    | ۱۶۳ متر (۵۳۵ فوت)      |
| ۵۲   | واتیکان               | تپه واتیکان       | ۷۵ متر (۲۴۶ فوت)       |